# Daniel Bilos
Daniel Rubén Bilos (Pergamino, 3 settembre 1980) è un ex calciatore argentino, di ruolo centrocampista.

## Carriera

### Club
Cresciuto nel Sportivo Pergamino, squadra della sua città, a 20 anni viene acquistato dal Banfield. In 5 anni colleziona 94 presenze e 15 gol. Riceve poi la chiamata di una grande argentina come il Boca Juniors, dove mette insieme 34 partite e 4 marcature.
Continua la sua carriera nel 2006 in Francia, al Saint-Étienne, per poi tornare in Argentina dopo sole 14 presenze al San Lorenzo in prestito, non prima di aver fatto una tappa in Messico all'América.
Dopo essere tornato al Saint-Étienne nel 2008, nel 2009 torna in patria per ritrovare gloria dove aveva avuto fortuna, nel Banfield. Qui però a dicembre si rompe il ginocchio e rescinde il contratto con i verdebianchi. Dopo essersi così ritirato, nel febbraio del 2011 firma per il Douglas Haig, militante nel Torneo Argentino A.

### Nazionale
Bilos conta tre presenze con la nazionale argentina, tutte ottenute nel 2006.

## Palmarès

### Club

#### Competizioni internazionali
- Coppa Sudamericana: 1

Boca Juniors: 2005

#### Competizioni nazionali
- Campionato argentino: 2

Boca Juniors: Apertura 2005, Clausura 2006

### Individuale
- Equipo Ideal de América: 1

2005